# 史蒂夫·沃
史蒂夫·沃（英語：Steve Waugh，1965年6月2日—），澳大利亚男子板球运动员。他曾代表澳大利亚国家队参加1998年英联邦运动会板球比赛，获得一枚银牌。

## 家庭
孪生兄弟马克·沃。